# Teresa Ferré Porres
Teresa Ferré Porres més coneguda com a “Teresita la Madrina” (Amposta, 1934) és una llevadora catalana, exemple de vida dedicada al treball i a la comunitat que el 2013 va rebre la Medalla al treball President Macià.
Nascuda a Amposta, Ferré va estudiar l'especialitat de Madrona i Podologia a la Facultat de Medicina de la Universitat de Barcelona, on acaba obtenint el títol de Practicant, Llevadora i Podòloga l'any 1956. Va exercir la seva tasca professional com a llevadora durant 45 anys, en els quals va ajudar a néixer a centenars d'ampostins i ampostines de diverses generacions. Des de l'any 1956, a Amposta, fins a la seva jubilació, ha assistit a prop de 5.500 parts, dels quals 3.123 van ser mascles i 2.513 femelles, i va atendre 45 bessonades. La seva tasca professional ha estat un exemple de vida dedicada al treball i a la comunitat, com a testimoni viu de com ha canviat la feina de llevadora, en una època en què implicava estar sempre de guàrdia, 365 dies a l'any i 24 hores al dia. El seu compromís social i el seu exemple de vida dedicada al treball i a la comunitat, han estat reconeguts amb el nomenament de “filla il·lustre de la població d’Amposta”, on hi ha contribuït al desenvolupament econòmic i social, motiu pel qual, el 2013, se li concedí la Medalla al treball President Macià atorgada pel Govern de la Generalitat de Catalunya. El 2011 fou l'encarregada de fer el pregó oficial de les festes d'Amposta.